# Garaeus minimus
Garaeus minimus là một loài bướm đêm trong họ Geometridae.